# نملوژه فنوتسخپ
نَملوژِه فِنوتسخَپ (به هلندی: Naamloze vennootschap) (اختصاری N.V.) گونه‌ای شرکت سهامی عام است که برپایه قانون در هلند، بلژیک و اندونزی تعریف می‌شود. شرکت توسط سهامداران تملک می‌شود و ممکن است سهام آن در یک بازار سهام معامله گردد.